# Житловий комплекс «Arowana Dragon»
Житловий комплекс «Arowana Dragon» — башти-хмарочоси 20 і 19 поверхів у  Севастополі. Перший 20-поверховий будинок, та один з найвищих в місті. Башти знаходяться на 10-й ділянці загального комплексу.

## Історія будівництва

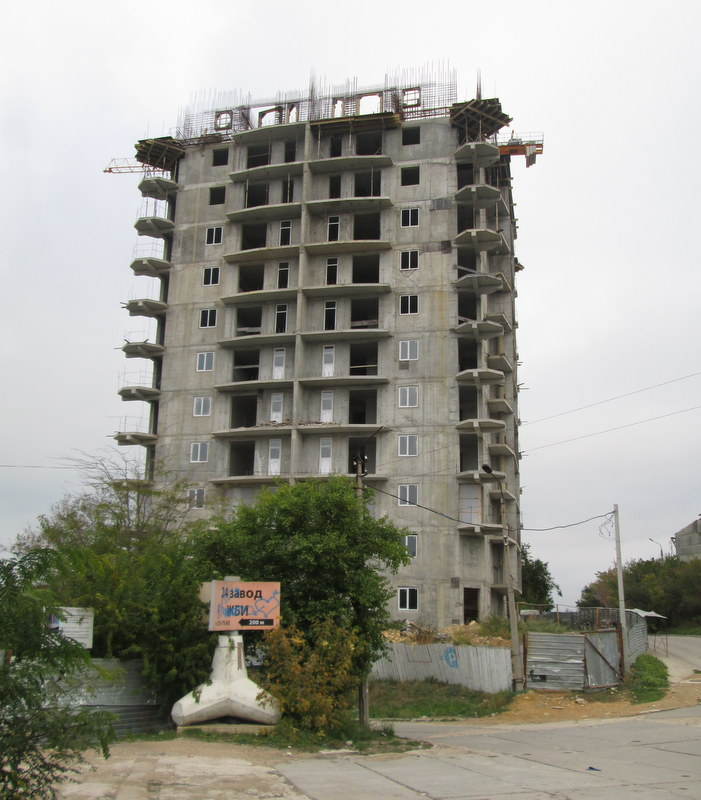
Будівництво першої башти станом на 5.10.2013

Підготовчі роботи з прибирання місця розпочались в кінці 2011 року.

## Цікаві факти
- Житловими в баштах є лише перші 16 поверхів, інші 4 (3 — в башті №2) будуть використовуватись за технічним призначенням.